# Bebek Ferenc (főkapitány)
Bebek (III.) Ferenc (? – Gyulafehérvár, 1558. augusztus 31.) Gömör vármegye örökös főispánja és Felső-Magyarország főkapitánya.

## Család származása
Mára már kihalt főúri család pelsőczi ágának a sarja. A család első ismert felmenője Máté volt, akinek fiai Detre és Fülöp 1243-ban IV. Béla királytól Gömör vármegyében adományul kapják Pelsőc, Csetnek és Berzéte helységeket.
Apja Bebek (II.) János főpohárnok volt.

## Élete
Életének első nevezetes mozzanata 1529-ben történt, amikor I. Ferdinánd híveként Kassánál és Egernél megverte I. Szapolyai János seregét. Gyors pálfordulásként Szapolyai pártjára állt és egy kétes személlyel – Basó Mátyással – sok esetben a törvényt nem tisztelve kiskirályként viselkedtek. Basó Mátyás Murány várának ura volt. A mohácsi vészt követő zavaros időkben számtalan súlyos törvénysértést követett el, így hamis pénzt veretett, szomszédos birtokokat megtámadta és kirabolta. 1549-ben elfoglalták a várát és őt az udvaron lefejezték. Bebek azért kerülte el a felelősségre vonást, mert csatlakozott a Basó elleni ostromhoz. Bebek Ferenc Krasznahorkán és talán Boldogkő várában is veretett hamis pénzt.
Első felesége Raskai Dorottya volt, majd második neje Warkóczy Katalin volt. Fia Bebek (IV.) György erdélyi vajda lett.
1528-ban felső-magyarországi főkapitány volt.
Hol a Habsburg Ferdinánd, hol pedig Szapolyai pártján állt. Hatalmas birtokaik voltak. Kizárólag csak a saját érdekeit követte. A család tulajdonában volt Fülek, Salgó, Boldogkői vár, Szádvár, Csorbakő vára és a nevezetes Krasznahorka vára.
1554-ben végleg elpártolt Ferdinándtól, és az özvegy Szapolyainé Izabella pártjára állt. Ferdinánd az országgyűlés elé idézte, amely 1556-ban száműzetésre ítélte.
Miután Izabellával is ellentétbe került, az ellenzéki erdélyi rendek egyik vezetőjeként járt a török portán, ahol I. Szulejmán török szultánnál kieszközölte, hogy nevezzék ki Erdély kormányzójának. Más szóval Erdélyt felajánlotta, elárulta a török szultánnak.
Hazatérve 1558. augusztus 31-én Izabella hívei Bebek Ferencet és a Kendi testvéreket tőrbe csalták és meggyilkolták. Az erdélyi országgyűlés Bebek Ferencet hazaárulónak nyilvánította és teljes vagyonát elkobozták.